# Süleyman
För profeten inom islam, se Sulayman
Süleyman (med flera alternativa stavningar, varav den vanligaste är Suleiman) är en turkisk variant av namnet Salomo. Kända personer med namnet Süleyman:
- Suleiman ibn Abd al-Malik, umayyadisk kalif 715-717
- Süleyman I, även känd som 'Süleyman den store', sultan av Osmanska riket 1520-1566
- Süleyman II, sultan av Osmanska riket 1687-1691
- Suleiman II, den femte umayyadiske kalifen av Córdoba
- Sulejman Delvina, albansk politiker
- Suleyman Sleyman Fotbollsspelare i Hammarby IF